# Pleiospilos
Pleiospilos es un género de plantas suculentas de la familia Aizoaceae que comprende entre 20 y 40 especies, oriundo de Sudáfrica. Está emparentado con el género Lithops. Su nombre deriva del griego pléios (muchos) y spìlos (manchas).

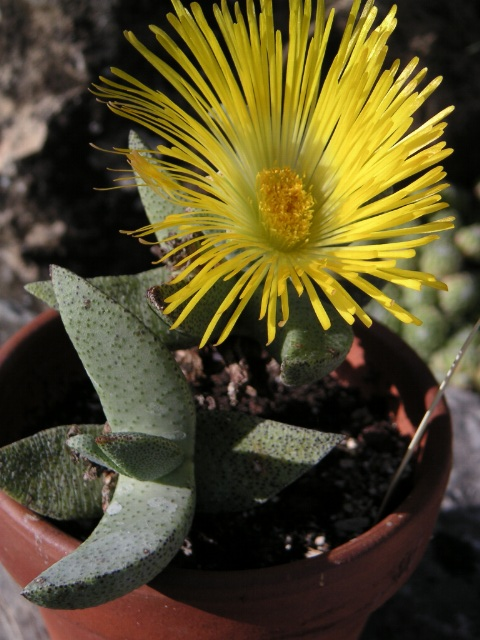
Pleiospilos ruoxii, flor.

## Características
Estas plantas consisten en un par de hojas muy suculentas y opuestas, casi semiesféricas y aplanadas en su cima (entre 2 a 3 cm), con una gran hendidura entre las dos. Su color recuerda al del granito, entre verde medio a oscuro o en algunas especies gris y cubiertas de pequeños puntos o manchas más oscuras o grisáceas. Estas hojas tan sólo duran una estación, al final del verano se marchitan y del centro surge otro par de hojas nuevas. El tallo es tan corto que no es visible sobre la tierra. 
De la hendidura central surgen las flores de color salmón, amarillo o dorado, de unos 7 cm formadas por una densa masa de estambres amarillos en el centro y multitud de estrechos pétalos. Florecen en verano u otoño, abriéndose al anochecer.

## Cultivo
Como todas las suculentas, Pleiospilos son muy sensibles al exceso de humedad. Son excelentes plantas de interior o invernadero en latitudes frías (la temperatura nunca debe descender de los 5 o 7 °C), siempre que se les procure un sustrato muy poroso, poco riego, sobre todo en la época de reposo, cuando requieren sequedad casi total y una posición soleada, aunque toleran también algo de sombra.

## Especies
- Pleiospilos beaufortensis
- Pleiospilos bolusii
- Pleiospilos compactus
- Pleiospilos dimidiatus
- Pleiospilos leipoldtii
- Pleiospilos longibracteatus (= Pleiospilos compactus)
- Pleiospilos magnipunctatus
- Pleiospilos nelii
- Pleiospilos nobilis
- Pleiospilos optatus (= Pleiospilos compactus)
- Pleiospilos pedunculata (= Pleiospilos nelii)
- Pleiospilos rouxii
- Pleiospilos tricolor (= Pleiospilos nelii)
- Pleiospilos simulans